# Movimiento Popular del Rif

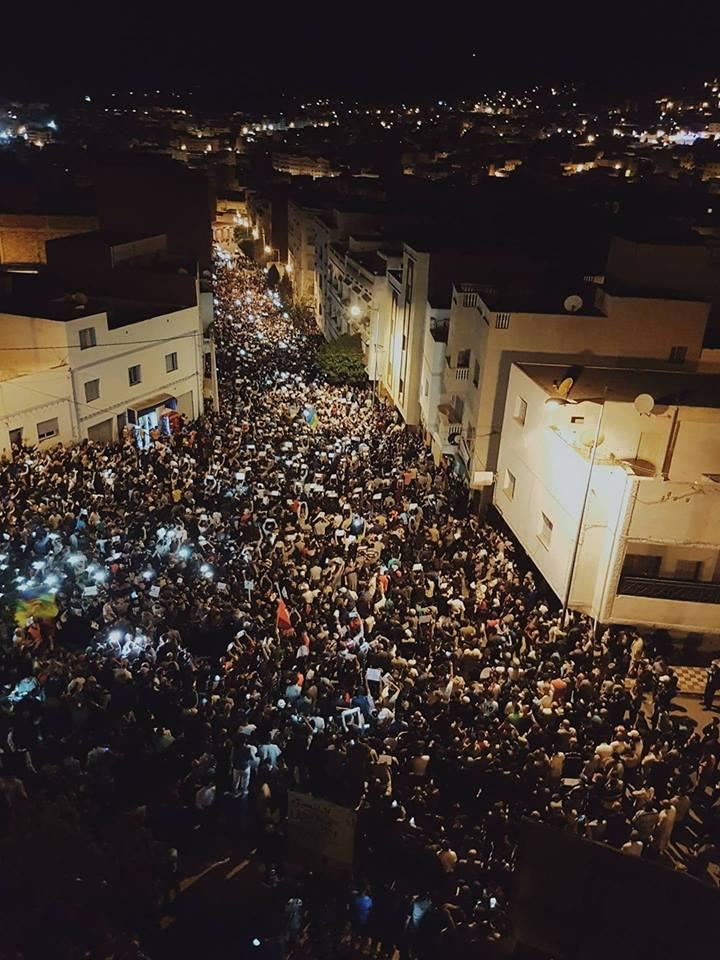
Movimiento Popular del Rif 2016-2017

El Movimiento Popular del Rif o Hirak del Rif (en amazige, ⴰⵎⵓⵙⵙⵓ ⵏ ⴰⵕⵉⴼ; en árabe: حراك الريف‎) es un movimiento de protesta popular que tuvo lugar en la región del Rif, en el norte de Marruecos, a raíz de la trágica muerte de Mouhcine Fikri el 28 de octubre de 2016. Las protestas se articulan en torno a la demanda pacífica de derechos sociales, económicos y culturales para la región. 
El movimiento sufrió una violenta represión por parte del régimen marroquí. Los choques violentos de la policía contra los manifestantes condujeron a la detención de los participantes de las protestas. El líder de las protestas del Rif, Nasser Zefzafi, fue arrestado el 29 de mayo de 2017. El martes 26 de junio de 2018, los detenidos por participar en este movimiento fueron condenados a penas severas de hasta 20 años de prisión.

## Antecedentes
La persistencia y la unidad de las protestas del Movimiento Popular del Rif están estrechamente relacionadas con la larga historia de rebelión y resistencia del Rif al control de Majzén, y la desconfianza de su gente hacia las autoridades centrales marroquíes. Ya en los tiempos de la colonización, la región montañosa del Rif, situada en la franja norte de Marruecos, representó un importante foco oposición a las autoridades coloniales española y francesa. La resistencia anticolonial de la población rifeña, encabezada por Abdelkrim el Jatabi durante la Guerra del Rif, tuvo como máximo exponente la batalla de Annual, episodio más conocido en la historia española como el Desastre de Annual por las terribles repercusiones que tuvo para el ejército español. En este enfrentamiento con España, Abdelkrim llegaría a constituir y presidir la autoproclamada República del Rif (1921-1926).
Desde la independencia de Marruecos en 1956, también se han vivido distintos episodios de revueltas y rechazo a la autoridad marroquí, como consecuencia de la desatención del Rif por parte del gobierno central. El reinado de Hassan II tuvo un impacto especialmente grave para los rifeños. Con el objetivo de acallar las tendencias independentistas, este monarca sumió al Rif en la pobreza, el aislamiento y la represión. La brutal represión de la Revuelta del Rif (1958-1959), fue uno de los acontecimientos que marcaron el comienzo de los Años de plomo, período de extrema represión y persecución política por parte del entonces príncipe heredero, Hassan II. Esta tensa relación con las autoridades condujo a un abandono deliberado de la región del Rif, privándola de proyectos de desarrollo en una política que favorecía intencionadamente el desarrollo de otras regiones.
Aunque la llegada al trono de Mohamed VI representó un cambio en las relaciones entre el poder central y el Rif, el Estado marroquí no ha alcanzado una reconciliación real con la región. Las medidas de reparación comunitaria del organismo Instancia Equidad y Reconciliación (IER) no llevaron a un auténtico proceso de justicia transicional. Después de dos décadas de reinado, esta región sigue sumida en el subdesarrollo, la exclusión y la estigmatización, presentando las mayores tasas de desempleo y emigración del país.
La sensación de descontento y abandono de la población rifeña ha conducido a protestas sociales que exigen demandas aún desatendidas. Durante el desarrollo del Movimiento 20 de Febrero, y la subsiguiente reforma constitucional de 2011, algunos sectores locales introdujeron la reclamación de autonomía en el Rif como reacción a la falta de interés por dar respuesta a peticiones como el mayor grado de autogobierno o la legalización de partidos políticos de carácter regional. Esta etapa sirvió de antecedente para las acciones llevadas a cabo por los militantes del Hirak del Rif, que lograron un movimiento persistente y unificado gracias al establecimiento de demandas específicas y alcanzables, la existencia de una identidad compartida, el uso efectivo de las redes sociales y la independencia con respecto a los partidos políticos. La organización del movimiento decidió mantener al margen las reivindicaciones de autogobierno para centrarse en la demanda pacífica de cuestiones estrictamente socioeconómicas.

## Desarrollo del movimiento

### Detonante

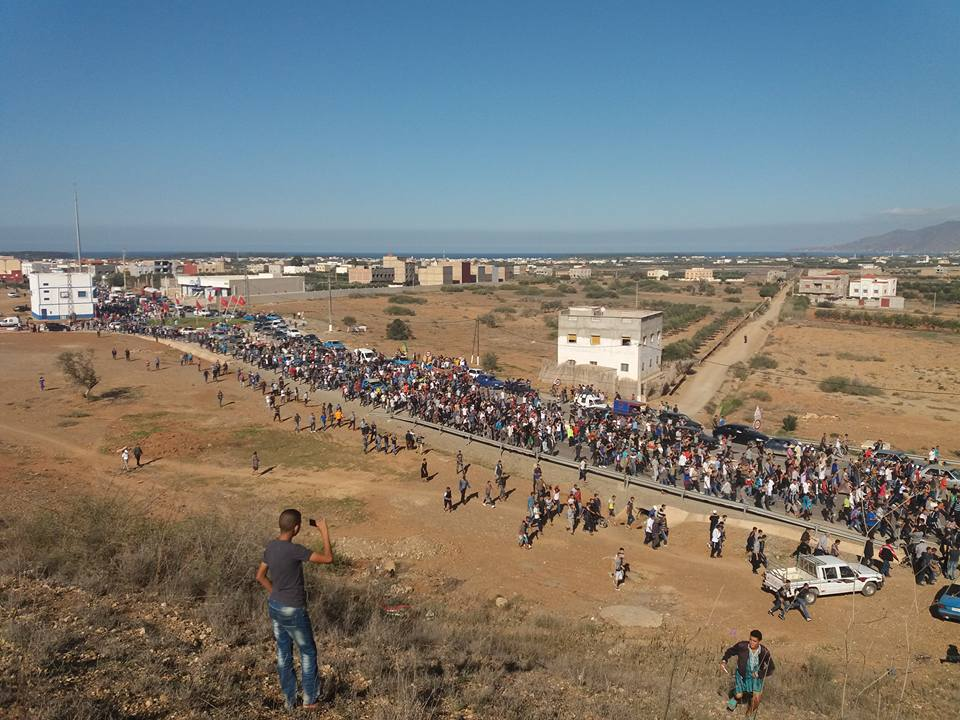
Funeral de Mouhcine Fikri en Imzouren.

Las protestas estallaron tras la trágica muerte de Mouhcine Fikri, un vendedor de pescado de la ciudad de Alhucemas. El 28 de octubre de 2016, el joven de 31 años murió triturado por un camión de basura cuando trataba de recuperar la mercancía de pez espada que le había confiscado la policía. Tras la difusión de las dramáticas imágenes de su muerte, miles de personas acudieron a las calle de Alhucemas para exigir el fin de la hogra (la humillación causada por el abuso de poder de las autoridades).
Esta manifestación local espontánea desencadenó en una serie de movilizaciones masivas que se extendieron por toda la región y lograron reunir a todos los sectores de la población. La sensación de desesperación social y privación política causada por la corrupción y la brutalidad policial, fue clave para la proliferación de protesta en otros territorios del país.

### Constitución del movimiento

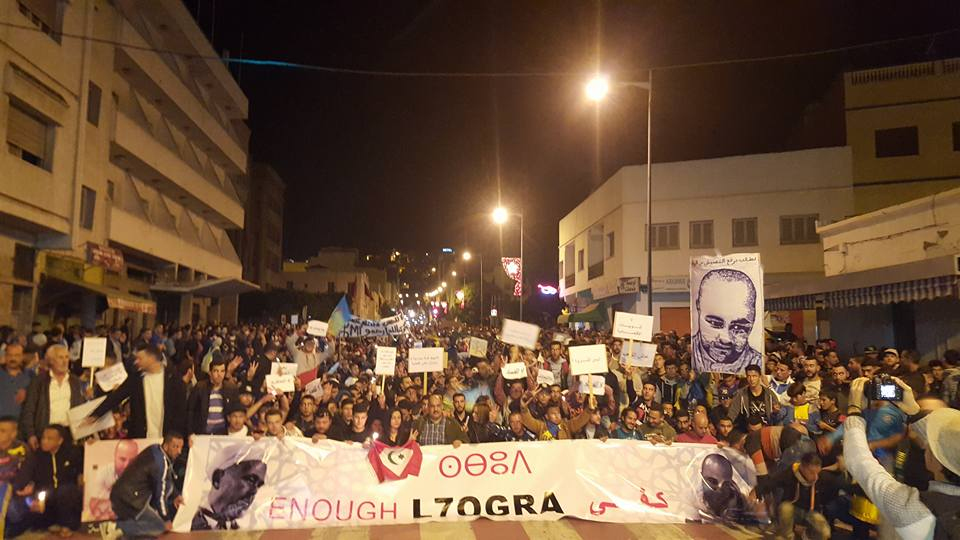
Protestas en Ahucemas tras la muerte de Mouhcine Fikri en contra de la hogra.

Las constantes y multitudinarias manifestaciones en la plaza de Alhucemas tras la muerte de Fikri fueron articulando reivindicaciones más profundas, como el fin de la corrupción o la necesidad de una mayor industrialización que logre favorecer el empleo. Las movilizaciones fueron así dando paso a la constitución del Movimiento Popular del Rif o Hirak al-Shaabi del Rif que, bajo el liderazgo de Nasser Zefzafi, se ha convertido en el mayor movimiento de protesta en Marruecos desde los tiempos de la Primavera Árabe.
El movimiento se estructuró en torno a la demanda pacífica de cuestiones socioeconómicas concretas dirigidas directamente al Estado marroquí, dejando de lado cualquier aspiración independentista para no dar motivos para la represión. Sin embargo, las protestas se enfrentaron a la represión violenta por parte del régimen marroquí. Nasser Zefzafi, líder de las protestas, fue arrestado el 29 de mayo de 2017. El martes 26 de junio de 2018, los detenidos por participar en este movimiento fueron condenados a penas severas, la mayor de las cuales fue de 20 años de prisión para Zefzafi, juzgado con cargos de sedición y conspiración, y otros tres principales líderes de las protestas.

## Demandas
La lista de demandas socioeconómicas que articularon las protestas incluye las siguientes reivindicaciones:
- La desmilitarización de Alhucemas a través de la derogación del dahir de 1958.[5]
- El juicio de los responsables de la muerte de Mouhcine Fikri.
- El fin de la corrupción y el bloqueo económico del Rif.[5]
- Una mejora en el empleo de la zona que logre acabar con el paro, especialmente elevado entre la población joven.[5]
- La inserción de la lengua amazige en el sistema judicial.[5]
- La construcción de colegios, centros de formación y universidades.[5]
- La creación de un hospital y de un centro regional de oncología.[5]
- La inversión en la industrialización y la mejora de la producción agrícola.[5]
- La mejora en las redes de comunicación en la región.[5]
- El final de las confiscaciones de tierras colectivas.[5]

## Líderes

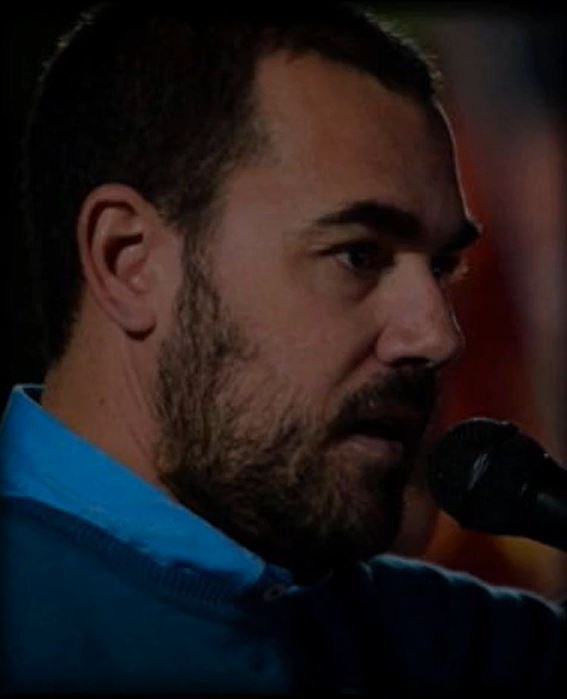
Imagen de Nasser Zefzafi.

El Movimiento Popular del Rif adoptó una estructura organizativa bajo el liderazgo de Nasser Zefzafi, que destacó por su elocuencia y sus denuncias contra la corrupción y los abusos de poder. Zefzafi se convirtió en un símbolo, y logró unificar a personas de diversas ideologías políticas para trabajar por un objetivo común. Centró su discurso en demandas estrictamente socioeconómicas, con el objetivo de combatir el desempleo, la pobreza y la corrupción.
La independencia con respecto a los partidos políticos se convirtió en una fuente de legitimidad para el movimiento. Zefzafi tuvo éxito al trasladar sus demandas directamente al rey Mohamed VI, siendo consciente de la desconfianza de la población hacia los actores políticos gubernamentales. También logró un mayor alcance mediante la difusión de sus discursos en las redes sociales. Además, los miembros del Hirak proporcionaron una estructura organizativa que contribuyó a la viabilidad el movimiento, que incluye un comité organizativo, un comité de medios y una estructura de gestión.
En mayo de 2017, se produjo una oleada de arrestos que afectó a los principales activistas del movimiento, incluido el líder Nasser Zefzafi, acusado de interrumpir las oraciones el imán de la mezquita Mohamed VI de Alhucemas. A pesar de las manifestaciones que se extendieron por todo Marruecos exigiendo la liberación de los presos políticos, en junio de 2018 los detenidos fueron condenados a penas de hasta 20 años de prisión.
Nawal Benaissa fue la encargada de tomar el relevo de Zefzafi tras su detención. Esta ama de casa de 38 años se convirtió en una de las principales voces del Movimiento Popular del Rif, tomando el megáfono para exigir el respeto de los derechos de la población rifeña. Benaissa ha sido detenida en varias ocasiones en el año 2017. El 15 de febrero de 2018 fue condenada a 10 meses de prisión por su participación en las manifestaciones.

## Reacción del Estado marroquí
La reacción del gobierno marroquí ha pasado por varias fases. El comienzo de las protestas coincidió con “el bloqueo político que, durante seis meses (de octubre a abril), retrasó la formación del nuevo Gobierno”. Durante este período, “la ausencia de un interlocutor claro entre las autoridades centrales y la pasividad del majzén en desactivar las protestas [...] contribuyeron al fortalecimiento del movimiento de protesta”.
En marzo de 2017, el gobierno de coalición recién constituido pasó a tener un papel activo en la gestión de este conflicto. Con el fin de aplacar las protestas y deslegitimar el movimiento, el gobierno desplegó más fuerzas de seguridad, originando una oleada de represión que acabó con “centenares de detenidos por acusaciones tan graves como las de ataque a la seguridad del Estado e incluso de separatismo”. También se desplegaron campañas mediáticas con el objetivo de mostrar una imagen violenta de los activistas. Por otro lado, se dio respuesta a algunas de las demandas de los rifeños, reemplazando algunas autoridades de la provincia de Alhucemas por personas de origen rifeño e invirtiendo en el aceleramiento del programa de desarrollo territorial "Alhucemas, Manarat Al Moutawassit" (“Alhucemas, Faro del Mediterráneo”).
Ninguna de estas medidas logró acallar las protestas, que “crecieron en intensidad y frecuencia, mientras el Gobierno se veía incapaz de establecer unos canales de interlocución efectivos con los líderes del movimiento”. Los líderes del Hirak, que no reconocían la legitimidad de las autoridades políticas en la mediación del conflicto, decidieron dirigir sus demandas al rey. La represión alcanzó su clímax con la ola de arrestos de mayo de 2017, que afectó a los principales líderes del movimiento, provocando un debilitamiento progresivo en el movimiento y dificultando aún más la continuidad de las protestas.
Comienza entonces una nueva fase en la que el rey Mohamed VI, que había tenido un papel ausente durante el desarrollo del movimiento, pasa a adoptar una posición central en la gestión del conflicto, con el objetivo de promover una imagen de reconciliación y reforzar la posición hegemónica de la monarquía sobre el gobierno marroquí.
La primera aparición del rey tuvo lugar en la celebración del Día del Trono, el 30 de julio de 2017, cuando Mohamed VI concedió el indulto de 146 presos del Movimiento Popular del Rif. La liberación de los presos políticos no afectó a ninguno de los líderes del movimiento, que se vieron enfrentados a penas severas. Un año después del comienzo del Hirak, el rey Mohamed VI emprendió una purga política que resultó en la destitución de cuatro ministros por los retrasos del plan de desarrollo en la provincia de Alhucemas.

## Impacto a nivel local y nacional
A nivel local, la represión del Movimiento Popular del Rif ha tenido graves consecuencias en la población, obligando a muchos jóvenes a emigrar fuera de Marruecos y dividiendo familias a causa del  encarcelamiento de los participantes en el movimiento. Por otro lado, las demandas de la población han logrado reactivar unos planes de desarrollo territorial que habían permanecido paralizados durante años.
A nivel estatal, las protestas del Rif se han extendido por otras regiones de Marruecos, donde se han desarrollado movilizaciones para exigir justicia social, una mejora en las infraestructuras y acceso a los servicios de educación y sanidad. También ha dejado estragos en el sistema político marroquí, poniendo en evidencia la escasa gobernabilidad del Estado sobre la región y una clara crisis de representación política.

## Impacto a nivel europeo e internacional

Una protesta en París exigiendo la liberación de los prisioneros del Hirak

A nivel internacional, la represión del Movimiento Popular al Rif ha tenido graves consecuencias en la población, obligando a muchos jóvenes a emigrar fuera de Marruecos y esto hizo que el movimiento rifeño continuará sobre todo en Europa donde hay una gran comunidad de origen rifeño. Por otro lado, las demandas planteadas por el Movimiento Popular al Rif han dado paso a demandas más políticas y donde el pensamiento de tendencia ideológica republicana está penetrando cada vez más entre la numerosa e histórica diáspora rifeña.
A nivel europeo se han organizado comisiones de apoyo al movimiento rifeño en diferentes ciudades europeas, y con el paso del tiempo se están creando más organizaciones civiles tanto de solidaridad como de defensa de derechos civiles y políticos.
Ante la aparición de nuevas organizaciones en todos los países europeos donde la comunidad de origen rifeño es más significativa, aunque difieren en los objetivos, pero todas comparten el objetivo de hacer progresar el Rif y las personas de este origen, y también tienen en común que son creadas y constituidas después de la aparición del Movimiento Popular rifeño y la transformación que ha experimentado este último y en general el activismo rifeño, entre las nuevas entidades, algunas inciden más en el ámbito social y de la solidaridad como son Stichting Ontwikkeling Rif “SOR”, Anzuf arif “ANZUF”, otros en el ámbito de los derechos civiles y políticos como The National Assembly of Rif “NAR”, Thirelli organisation “THIRELLI”, RIFFIAN REPUBLICANS CONGRESS “RRC”, otros son más culturales como son Maison du Rif à Bruxelles “Thaddart Tharifct n Belgic”, Asociación Socio-Cultural Rifeño-Andaluza “Rifanda”, Asociación Ralla Buya “Ralla Buya”, Casal Rifeño de Figueres “Axxam Arifi n Figueres” entre otros  
En el mes de julio de 2019 se organizó el Primer Congreso Mundial Rifeño en Cataluña